# Nikolaï Joukovski
 (mars 2019).
Si vous disposez d'ouvrages ou d'articles de référence ou si vous connaissez des sites web de qualité traitant du thème abordé ici, merci de compléter l'article en donnant les références utiles à sa vérifiabilité et en les liant à la section « Notes et références ».
Pour les articles homonymes, voir Joukovski.

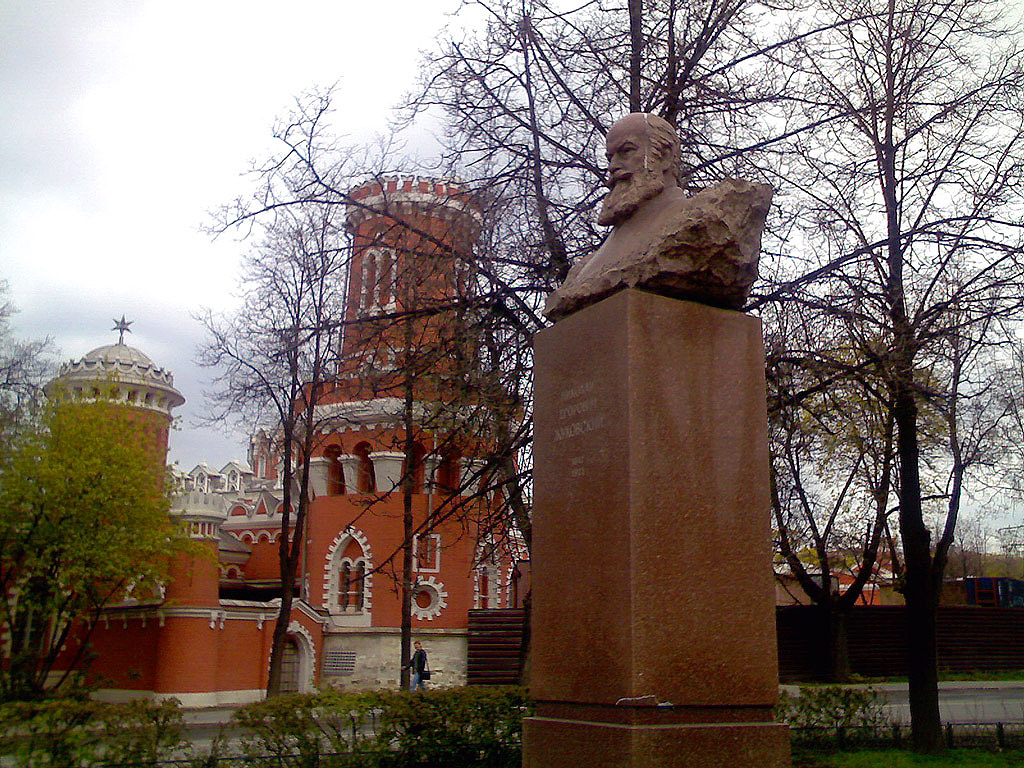
Buste de Joukovski à côté du palais Petrovski à Moscou

Nikolaï Iegorovitch Joukovski (en russe : Николай Егорович Жуковский), né le 5 janvier 1847 (17 janvier dans le calendrier grégorien) à Orekhovo, oblast de Vladimir et mort le 17 mars 1921 à Moscou, est un savant russe puis soviétique, fondateur des sciences hydro- et aérodynamiques. Il avait été surnommé par Lénine le « père de l'aviation russe ».

## Carrière
Joukovski poursuit ses études secondaires au lycée no 4 de Moscou. 
Ses premières études concernaient l'effet Magnus produit par des cyclindres en rotation. En 1902, il construisit la première soufflerie. Il fonda en 1904 près de Moscou le premier institut de recherche aérodynamique en Europe, devenu le célèbre TsAGI en décembre 1918 par décret du gouvernement soviétique. Il y travaille avec son élève Sergueï Tchaplyguine.
Joukovski, qui en avait préparé le document fondateur, en fut nommé le premier directeur. Il publia de nombreux résultats de recherche concernant divers domaines (aérodynamique, aéronautique, hydraulique, mécanique, mathématique, astronomie). Ses profils de voilure comptent parmi ses travaux les plus célèbres. En 1920, le gouvernement créa à l'occasion du 50e anniversaire de ses activités le prix de l'État de l'URSS décerné annuellement pour récompenser les meilleurs travaux portant sur les mathématiques et la mécanique. Pour le 100e anniversaire de sa naissance, deux médailles à son effigie furent instaurées pour récompenser les meilleurs travaux en matière d'aéronautique. Il existe par ailleurs des bourses d'études à son nom.
Il existe également un musée Joukovski dans l'agglomération du même nom (Joukovski près de Moscou) ainsi baptisée en son honneur. 
L'Union soviétique lui a consacré trois timbres en 1941 pour le 20e anniversaire de sa mort, deux timbres en 1947 pour le centenaire de sa naissance, et un timbre en 1963 dans une série dédiée aux célébrités de l'aéronautique. De plus un bloc-feuillet représentant le Tupolev Tu-144, émis en 1969, reproduit en marge une citation de Nikolaï Joukovski.

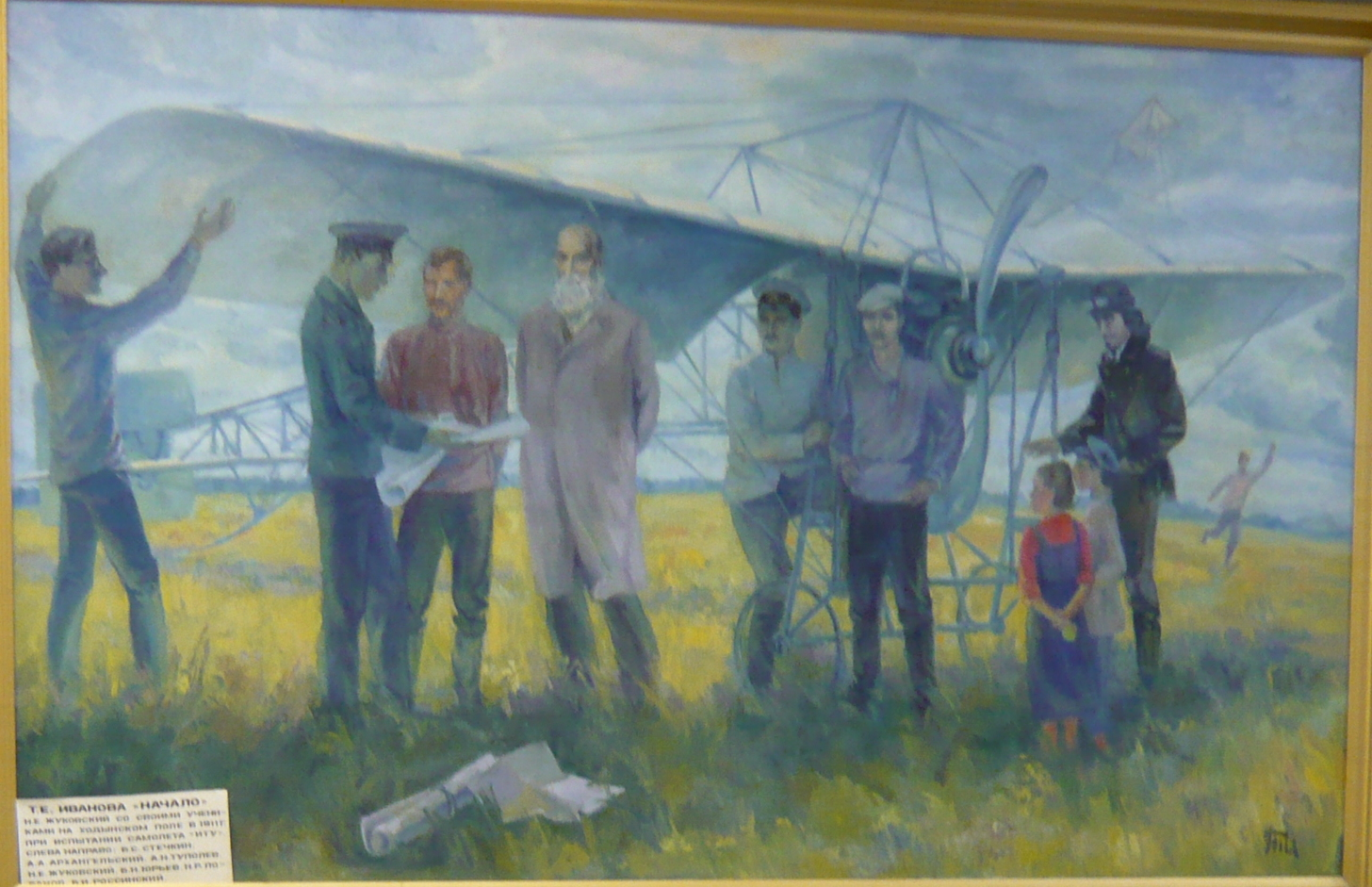
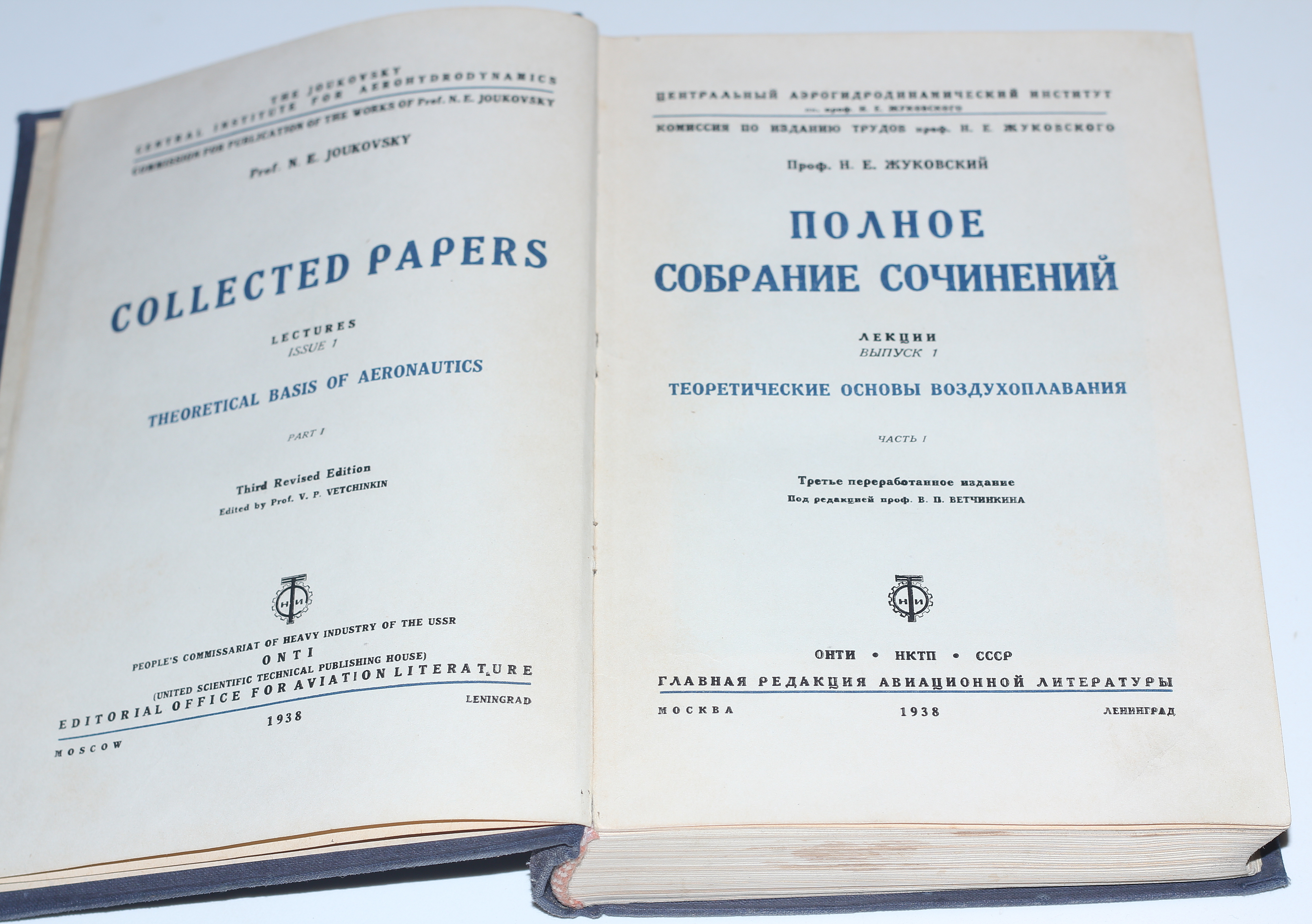
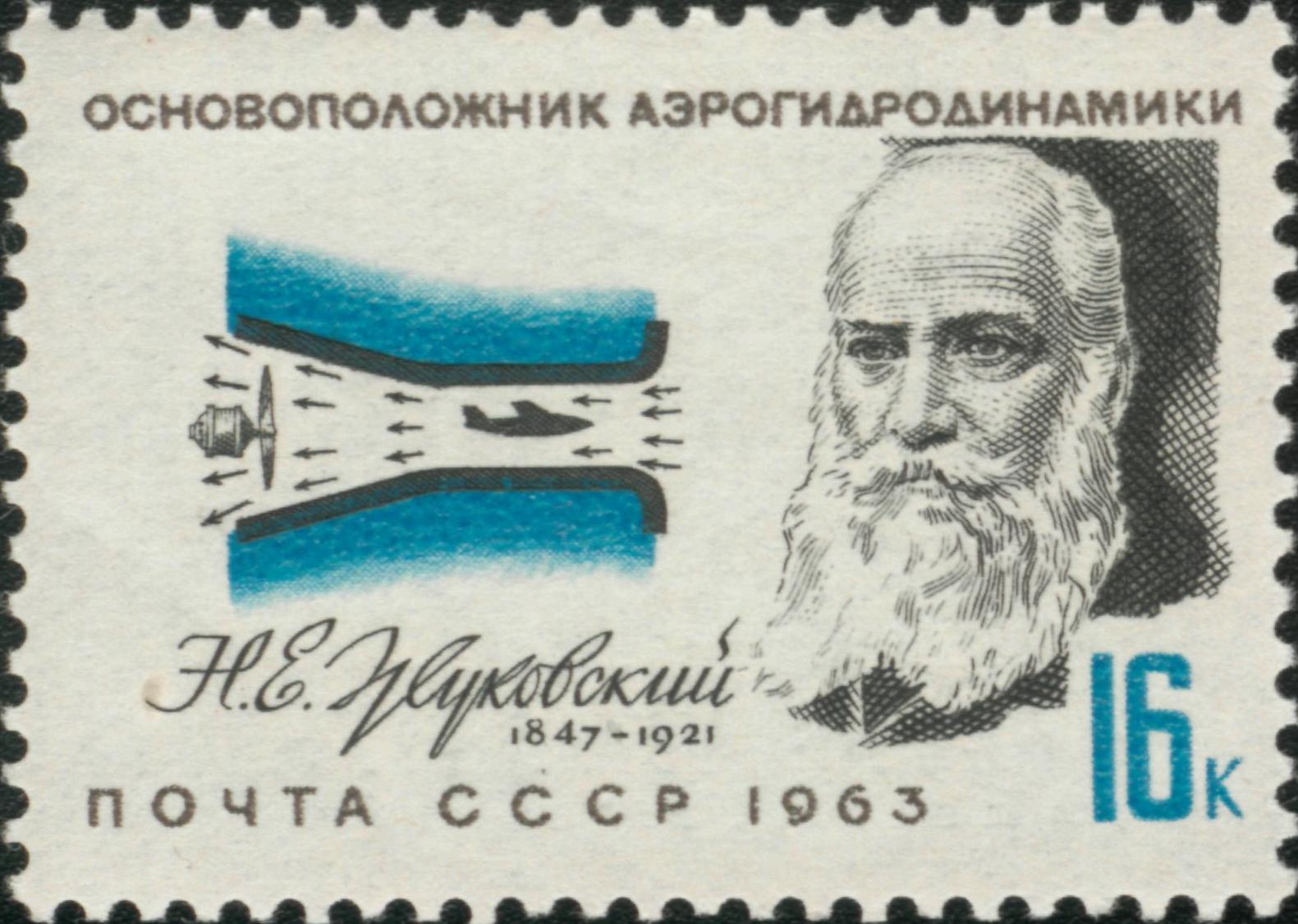